# Italiaans-Afrika

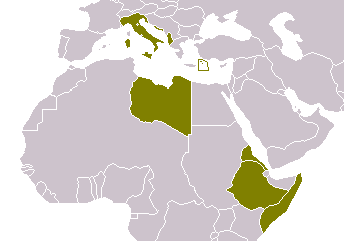
Italië en de voormalige Italiaanse koloniën in Afrika.

Italiaans-Afrika verwijst naar voormalige koloniën van Italië of naar gebieden die nog steeds tot Italië behoren.
Voormalige Italiaanse gebieden in Afrika:
- Italiaans-Noord-Afrika
  - Italiaans-Libië (1911-1943), het huidige Libië
- Italiaans-Oost-Afrika
  - Italiaans-Eritrea (1890-1936), het huidige Eritrea
  - Italiaans-Somaliland (ca.1880-1936), een deel van het huidige Somalië

Huidige Italiaanse gebieden in Afrika:
- Pelagische Eilanden
- Pantelleria